# Presbytis robinsoni
- Esta obra contiene una traducción total derivada de «Presbytis robinsoni» de Wikipedia en inglés, concretamente de esta versión, publicada por sus editores bajo la Licencia de documentación libre de GNU y la Licencia Creative Commons Atribución-CompartirIgual 4.0 Internacional.

El langur de bandas de Robinson (Presbytis robinsoni), también conocido como surili de bandas de Robinson, es una especie de mono de la familia Cercopithecidae. Anteriormente se consideraba una subespecie del langur de bandas de Raffles Presbytis femoralis, pero el análisis genético reveló que no está más relacionado con el langur de bandas de Raffles que con varias otras especies de Presbytis.  Habita en la parte norte de la Península de Malaya, incluyendo el sur de Birmania y Tailandia.  Está clasificado como casi amenazado por la UICN.